# Wensleydale (queso)
El Wensleydale es un queso producido en la ciudad de Hawes en Wensleydale (Yorkshire del Norte, Inglaterra). Hay cinco tipos principales:
- Real Yorkshire Wensleydale, elaborado normalmente en moldes con peso, oscilando su tamaño del pequeño disco plano conocido como truckle (rueda) que está muy prensado y conservado con cera hasta piezas mayores. Es un queso suave con un sabor algo ácido a miel.
- Mature Wensleydale (Wensleydale viejo), más duro y con más sabor que la versión Real Yorkshire, muy apreciado por los expertos.
- Extra Mature Wensleydale (extra viejo), el más fuerte, envejecido durante 9 meses.
- Blue Wensleydale, con vetas azules y producido en diversos tamaños. Tiene un sabor muy fuerte pero es menos salado que el clásico queso azul británico Stilton.
- Oak Smoked Wensleydale (ahumado con roble), ahumado en frío para obtener un queso con una textura y acidez especiales.

## Sabor y textura
Los pastos de Wensleydale dan al queso el sabor único por el que es famoso. El buen Wensleydale tiene una textura flexible, quebradiza y húmeda, recordando a un Caerphilly. El sabor recuerda a la miel silvestre equilibrado con una fresca acidez.

## Historia
El queso Wensleydale que elaborado primero por monjes cistercienses franceses de la región de Roquefort-sur-Soulzon que se había asentado en Wensleydale. Construyeron un monasterio en Fors, pero algunos años después se trasladaron a Jervaulx en el Bajo Wensleydale. Llevaron consigo una receta para elaborar queso de oveja. Durante los años 1300 empezó a usarse leche de vaca en su lugar, y el carácter del queso empezó a cambiar. Se seguía mezclando un poco de leche de oveja porque le daba una textura más abierta, y permitía el desarrollo del moho azul. En esa época, el Wensleydale era casi siempre azul, resultando la versión blanca prácticamente desconocida. Actualmente sucede lo contrario. Cuando el monasterio fue disuelto en 1540 los granjeros locales siguieron elaborando queso hasta la Segunda Guerra Mundial, cuando casi toda la leche del país se usó para elaborar el Government Cheddar. La fabricación del queso no volvió a los niveles anteriores a la guerra ni tras la supresión del racionamiento en 1954.

### Dairy Crest
Wensleydale Creamery ha estado elaborando artesanalmente el queso durante más de 100 años según las recetas tradicionales.
En mayo de 1992 Dairy Crest, una subsidiaria del Milk Marketing Board, cerró la quesería de Hawes, la última del valle. Dairy Crest trasladó la producción del Wensleydale a Lancashire, el tradicional rival de Yorkshire. 
Seis meses después, en noviembre, tras muchas ofertas para rescatarla, tuvo lugar una compra liderada por el empresario local John Gibson. Con la ayuda de 11 extrabajadores, retomaron la producción del queso en Wensleydale. Actualmente Wensleydale Dairy Products es un negocio en auge, produciendo quesos galardonados.

### Wallace y Gromit
En los años 1990, las ventas habían caído tanto que la producción corría riesgo de suspenderse. Sin embargo, en los populares cortos animados de Wallace y Gromit Un día de campo en la luna y A Close Shave el protagonista, Wallace, un amante del queso, menciona al Wensleydale como uno de sus especialmente favoritos. El animador Nick Park lo eligió únicamente porque tenía un nombre bonito que sería interesante animar, desconociendo las dificultades financieras de la empresa. La compañía se puso en contacto con Aardman Animations para obtener una licencia de un Wallace and Gromit Wensleydale especial, que resultó ser un éxito enorme. Cuando se estrenó el largometraje de 2005, La maldición de las verduras, las ventas de Wensleydale subieron un 23%.

### Protección
Wensleydale Dairy Products está buscando la protección de la marca Wensleydale, habiendo anunciado la petición del Denominación de Origen Protegida (DOP) para el Yorkshire Wensleydale Cheese.

## Combinaciones frecuentes

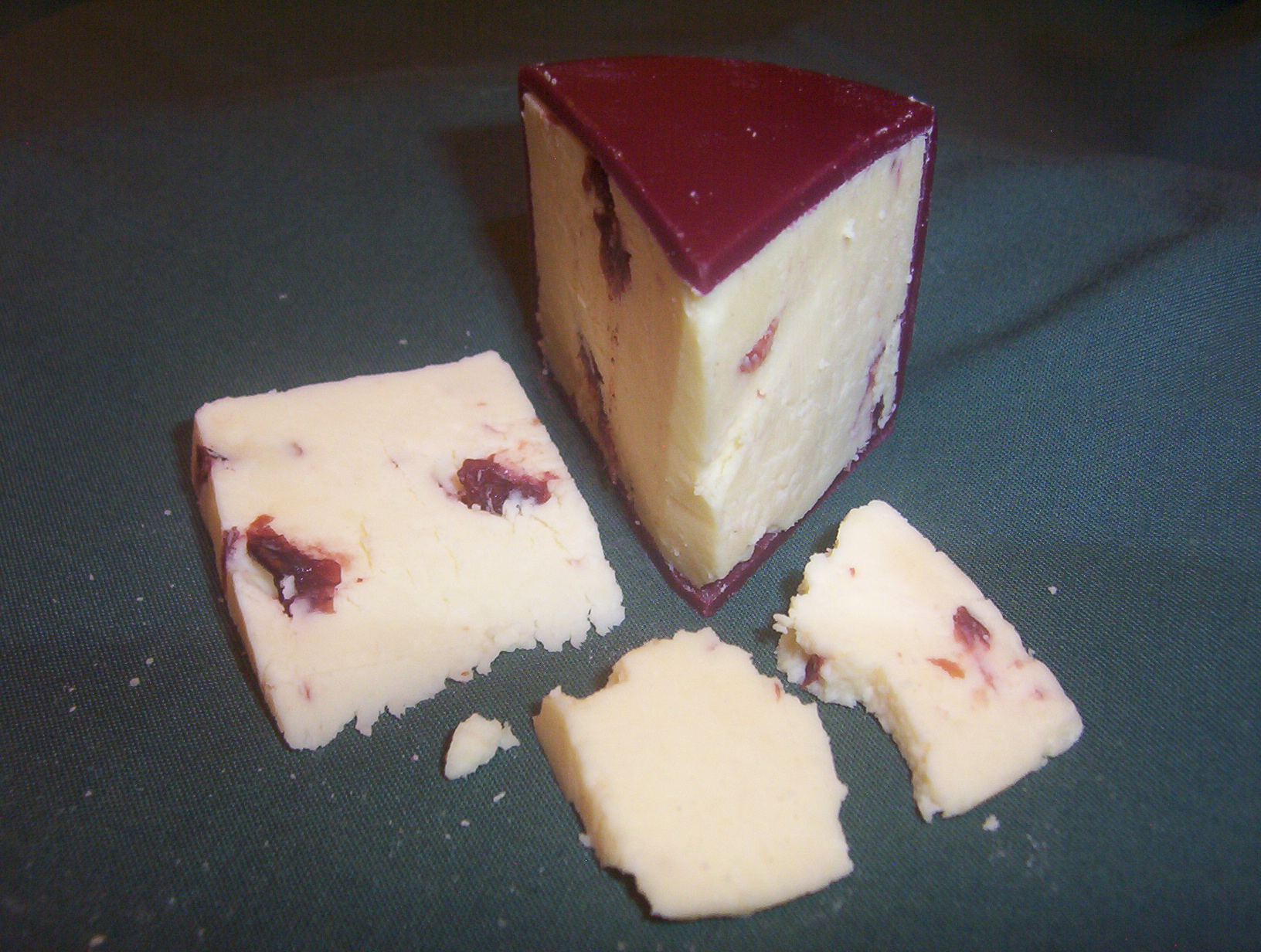
Wensleydale con arándanos.

El sabor de Wensleydale se presta a combinaciones con ingredientes dulces, como la fruta. Una combinación popular disponible en muchos restaurantes y tiendas especializadas es el Wensleydale con arándanos. En el noreste de Inglaterra se toma a menudo con pastel de fruta o pastel de Navidad.